# Genésio Bernardino de Souza
Genésio Bernardino de Souza (Mutum, 15 de setembro de 1926 — Belo Horizonte, 16 de setembro de 2007) foi um político brasileiro do estado de Minas Gerais. Foi deputado estadual de Minas Gerais por três legislaturas consecutivas, da 8ª à 10ª legislatura (1975 - 1987)
Foi também deputado federal por Minas Gerais no período de 1998 a 2002.
É listado como o penúltimo Diretor-Geral do extinto Departamento Nacional de Estradas de Rodagem (DNER), entre 1999 e 2001.